# 武汉市金银潭医院
武汉市金银潭医院是一家位于中华人民共和国湖北省武汉市东西湖区的一家公立医院，是武汉市卫生健康委员会直属单位，三级甲等专科医院。武汉市金银潭医院是湖北省和武汉市突发公共卫生事件医疗救治定点医院。医院原名武汉市医疗救治中心，由武汉市传染病医院、武汉市结核病医院、武汉市第二结核病医院合并组建。

## 历史
武汉市金银潭医院由武汉市传染病医院、武汉市结核病医院、武汉市第二结核病医院整合组建。

### 武汉市传染病医院
武汉市传染病医院历史可追溯至1929年成立的武汉特别市传染病医院。1949年5月，中国人民解放军攻占武汉后，武汉市人民政府成立，并接管汉口市传染病医院。1950年9月该院租借江汉北路的梅神父纪念医院院址和留用梅神父医院职工。1953年5月22日，市人民政府决定取消原租借合同，正式接办梅神父纪念医院，并更名为“武汉市传染病医院”。1970年代，设肝炎中医门诊，有6个病区。1998年，武汉市传染病医院加挂武汉市肝病医院牌子。

### 武汉市结核病医院
1950年，医学家刘南山在汉口胜利街创办武汉市结核病防治院，1954年主持筹建武汉市结核病医院。1994年加挂武汉市肺科医院牌子，於2005年兼并郑州铁路局武汉铁路结核病医院。

### 武汉市医疗救治中心/金银潭医院
2003年，武汉在成功抗击SARS疫情后，决定加强公共卫生体系建设，计划成立新的医疗救治中心。2004年6月18日，武汉市医疗救治中心奠基，位于东西湖区金银潭大道以东，规模为600张病床，各类建筑面积约4.8万平米，总投资2.1亿元。2008年7月18日，市传染病医院、市结核病医院、市第二结核病医院整合组成的武汉市医疗救治中心整体迁至东西湖，并正式开门营业。2016年12月，医院更名为武汉市金银潭医院。
2019冠状病毒病疫情期間，金銀潭醫院与武汉市肺科医院是武汉市最先确定的专门收治新冠肺炎患者的定点医院。2019年12月27日湖北省中西医结合医院医师张继先上报不明原因肺炎病例之后，该院收治的7名患者中的6名在29日晚11时许转院至金银潭医院。这是金银潭医院接诊的第一批新冠肺炎患者。2020年1月24日，上海医疗队、陆军军医大学医疗队抵达金银潭医院，各接管两个病区，援助医院的救治工作。后来，陆军军医大学医疗队撤出，加入火神山医院，他们在金银潭医院的工作由福建医疗队接替。从外地前来援助的还有江苏省人民医院医疗队、上海护理队、安徽护理队、北京中医药医疗队以及从河南省、广东省、湖北省内其他地区赶来的医护人员。疫情期间，金银潭医院共收治新冠肺炎患者2,220人，武汉市大部分的危重病例在此接受治疗。金银潭医院共有21名医护与职工感染新冠肺炎。4月24日，金银潭医院最后一批新冠患者全部出院，病例清零。

## 资料
- 2020年1月25日，首批支援抗击新型肺炎的医护人员朱庭萱等人在金银潭医院
- 2020年2月14日，福建援助武汉医疗队队员、福建中医药大学附属人民医院呼吸科副主任医师林劲榕介绍金银潭医院诊断
- 2020年2月27日，福建第一批支援湖北医疗队队员、福建中医药大学附属第二人民医院的护士长林静记录在金银潭医院的工作
- 2020年4月13日，江苏省医疗队、东南大学附属中大医院重症医学科主任医师潘纯回忆金银潭医院工作
- 2020年5月14日，援助金银潭医院的福建医护团队被授荣誉

## 人物
- 张定宇（COVID-19期间担任金银潭医院院长）